# Coluna de Sigismundo

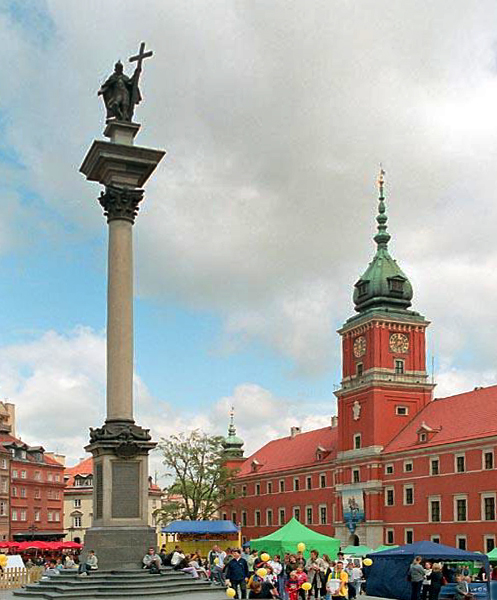
A Coluna de Sigismundo em frente ao Castelo Real em Varsóvia.

Coluna de Sigismundo ou Coluna de Zygmunt (polonês: kolumna Zygmunta III Wazy), erguida em 1644, é um dos pontos turísticos mais famosos de Varsóvia e um dos monumentos mais antigos do Norte da Europa. A coluna e a estátua homenageiam o Rei Zygmunt III Waza, que em 1596 transferiu a capital da Polônia de Cracóvia para Varsóvia.
A coluna foi encomendada pelo filho e sucessor de Sigismundo, o Rei Władysław IV, e erguida entre os anos de 1643 e 1644. Foi projetada pelo arquiteto de origem italiana Konstanty Tencalli e o escultor Clemente Molli, e construída por Daniel Tym.
Em 1681 o monumento foi cercado com uma cerca de madeira, que mais tarde foi substituída por uma de ferro. A coluna de mármore foi renovada diversas vezes nos séculos seguintes, principalmente em 1743, 1810, 1821 e 1828. Em 1854 o monumento foi cercado por uma fonte com a escultura em mármore de Tritão feita pelo alemão, August Kiss.
Em 1863 a coluna foi parcialmente restaurada, mas ainda precisava de cuidados, e entre 1885 e 1887 foi substituída por uma nova coluna de granito. Entre 1927 e 1930, o monumento foi novamente restaurado, e foi devolvida a sua aparência original, quando então a fonte e a cerca ao redor dele foram removidas.
Em 1 de setembro de 1944, durante a Revolta de Varsóvia, o monumento foi demolido pelos alemães, e sua estátua de bronze ficou seriamente danificada. Após a guerra, a estátua original foi restaurada, e em 1949 foi colocada sobre uma nova coluna, a cerca de seis metros do local original. Pedaços da coluna original que restaram, podem ainda ser vistos próximos ao Castelo Real.
Com exceção da grande cruz que a estátua de Sigismundo III carrega, a estátua é considerada como a primeira figura a ser colocada sobre uma coluna na Europa do Norte.